# Гейфілд (Міннесота)
Гейфілд (англ. Hayfield) — місто (англ. city) в США, в окрузі Додж штату Міннесота. Населення — 1364 особи (2020).

## Географія
Гейфілд розташований за координатами 43°53′25″ пн. ш. 92°50′49″ зх. д. / 43.89028° пн. ш. 92.84694° зх. д. (43.890312, -92.847055).  За даними Бюро перепису населення США в 2010 році місто мало площу 3,28 км², уся площа — суходіл.

## Демографія
Згідно з переписом 2010 року, у місті мешкало 1340 осіб у 547 домогосподарствах у складі 348 родин. Густота населення становила 408 осіб/км².  Було 597 помешкань (182/км²).
Расовий склад населення:
| - 95,4 % — білих - 0,5 % — корінних американців - 0,4 % — чорних або афроамериканців - 0,1 % — вихідців з тихоокеанських островів - 0,1 % — азіатів - 1,6 % — осіб інших рас |

До двох чи більше рас належало 1,9 %. Частка іспаномовних становила 5,5 % від усіх жителів.
За віковим діапазоном населення розподілялося таким чином: 27,2 % — особи молодші 18 років, 54,9 % — особи у віці 18—64 років, 17,9 % — особи у віці 65 років та старші. Медіана віку мешканця становила 36,0 року. На 100 осіб жіночої статі у місті припадало 95,1 чоловіків;  на 100 жінок у віці від 18 років та старших — 90,1 чоловіків також старших 18 років.
Середній дохід на одне домашнє господарство  становив 59 763 долари США (медіана — 46 500), а середній дохід на одну сім'ю — 70 181 долар (медіана — 65 833). Медіана доходів становила 47 171 долар для чоловіків та 35 966 доларів для жінок. За межею бідності перебувало 12,5 % осіб, у тому числі 16,8 % дітей у віці до 18 років та 12,5 % осіб у віці 65 років та старших.
Цивільне працевлаштоване населення становило 640 осіб. Основні галузі зайнятості: освіта, охорона здоров'я та соціальна допомога — 31,3 %, виробництво — 20,2 %, роздрібна торгівля — 10,9 %, транспорт — 8,4 %.